# Saint-Joire
Pour la localité italienne située dans le Piémont, voir Saint-Joire (Italie).
Saint-Joire est une commune française située dans le département de la Meuse, en région Grand Est.

## Géographie

### Hydrographie
La commune est dans la région hydrographique « la Seine de sa source au confluent de l'Oise (exclu) » au sein du bassin Seine-Normandie. Elle est drainée par l'Ornain, le canal de la Marne au Rhin, l'Ormancon, divers bras de l'Ornain, le ruisseau de Val de Scru, l'Ornain et divers autres petits cours d'eau,.
L'Ornain, d'une longueur de 116 km, prend sa source dans la commune de Grand et se jette  dans la Saulx à Étrepy, après avoir traversé 36 communes. Les caractéristiques hydrologiques de l'Ornain sont données par la station hydrologique située sur la commune. Le débit moyen mensuel est de 4,42 m3/s. Le débit moyen journalier maximum est de 45,4 m3/s, atteint lors de la crue du 2 février 2013. Le débit instantané maximal est quant à lui de 48,1 m3/s, atteint le même jour.
Le canal de la Marne au Rhin, long de 293 km et 178 écluses à l'origine, relie la Marne (à Vitry-le-François) au Rhin (à Strasbourg). Par le canal latéral de la Marne, il est connecté au réseau navigable de la Seine vers l'Île-de-France et la Normandie. 
L'Ormancon, d'une longueur de 16 km, prend sa source dans la commune de Mandres-en-Barrois et se jette  dans divers bras de l'Ornain à Tréveray, après avoir traversé quatre communes. 

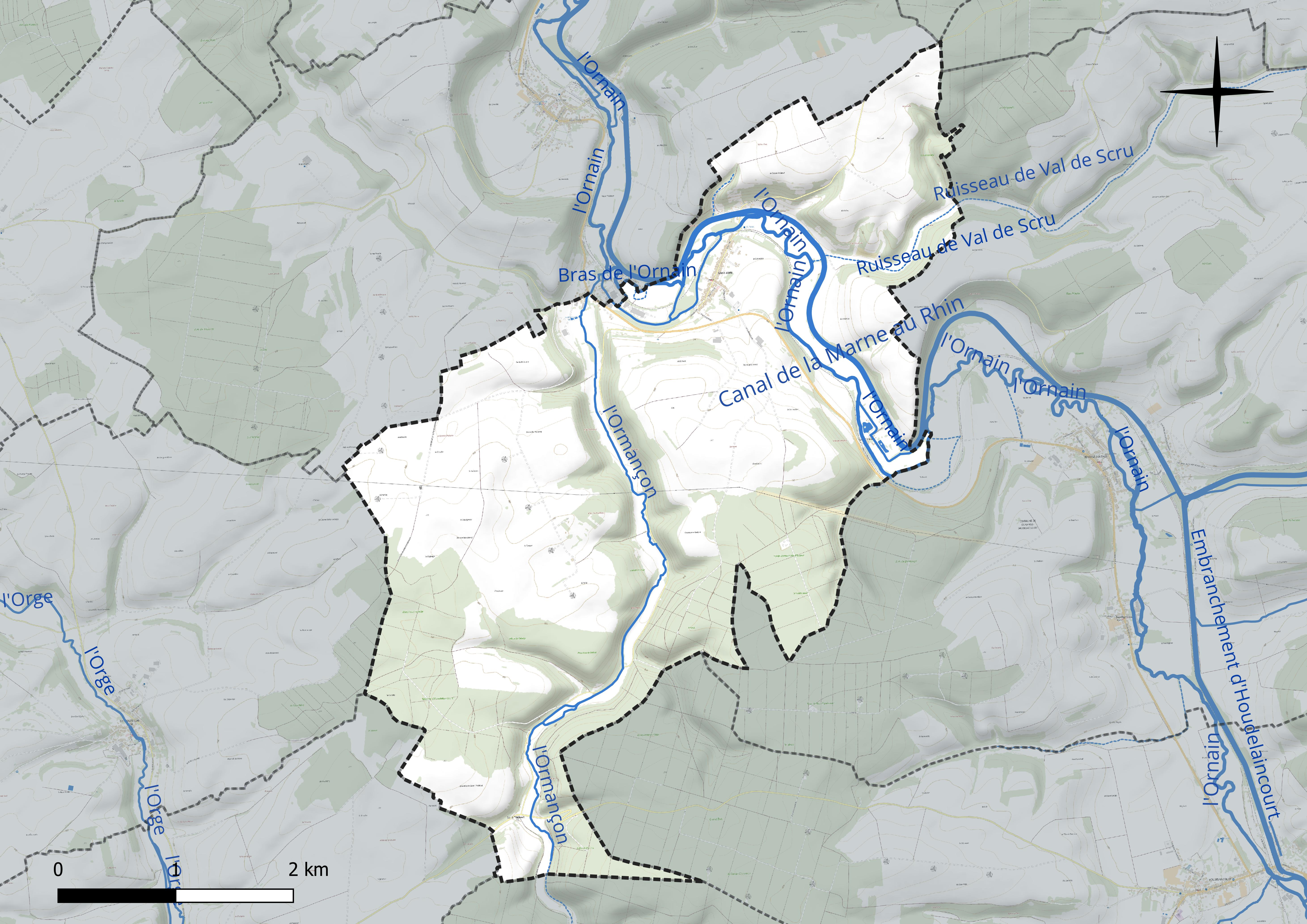
Réseau hydrographique de Saint-Joire.

### Climat
Pour des articles plus généraux, voir Climat du Grand Est et Climat de la Meuse.
En 2010, le climat de la commune est de type climat de montagne, selon une étude du Centre national de la recherche scientifique s'appuyant sur une série de données couvrant la période 1971-2000. En 2020, Météo-France publie une typologie des climats de la France métropolitaine dans laquelle la commune est exposée à un climat océanique altéré et est dans la région climatique  Lorraine, plateau de Langres, Morvan, caractérisée par un hiver rude (1,5 °C), des vents modérés et des brouillards fréquents en automne et hiver. 
Pour la période 1971-2000, la température annuelle moyenne est de 9,8 °C, avec une amplitude thermique annuelle de 16,3 °C. Le cumul annuel moyen de précipitations est de 1 029 mm, avec 13,9 jours de précipitations en janvier et 9,6 jours en juillet. Pour la période 1991-2020, la température moyenne annuelle observée sur la station météorologique de Météo-France la plus proche, « Cirfontaines_sapc », sur la commune de Cirfontaines-en-Ornois à 16 km à vol d'oiseau, est de 10,4 °C et le cumul annuel moyen de précipitations est de 904,1 mm. 
La température maximale relevée sur cette station est de 40 °C, atteinte le 12 août 2003 ; la température minimale est de −19,6 °C, atteinte le 6 février 1963,,. 
Les paramètres climatiques de la commune ont été estimés pour le milieu du siècle (2041-2070) selon différents scénarios d'émission de gaz à effet de serre à partir des nouvelles projections climatiques de référence DRIAS-2020. Ils sont consultables sur un site dédié publié par Météo-France en novembre 2022.

## Urbanisme

### Typologie
Au 1er janvier 2024, Saint-Joire est catégorisée commune rurale à habitat dispersé, selon la nouvelle grille communale de densité à sept niveaux définie par l'Insee en 2022.
Elle est située hors unité urbaine et hors attraction des villes,.

### Occupation des sols
L'occupation des sols de la commune, telle qu'elle ressort de la base de données européenne d’occupation biophysique des sols Corine Land Cover (CLC), est marquée par l'importance des territoires agricoles (63,3 % en 2018), une proportion sensiblement équivalente à celle de 1990 (62,7 %). La répartition détaillée en 2018 est la suivante : 
terres arables (43,9 %), forêts (36,7 %), prairies (15,2 %), zones agricoles hétérogènes (4,2 %). L'évolution de l’occupation des sols de la commune et de ses infrastructures peut être observée sur les différentes représentations cartographiques du territoire : la carte de Cassini (XVIIIe siècle), la carte d'état-major (1820-1866) et les cartes ou photos aériennes de l'IGN pour la période actuelle (1950 à aujourd'hui).

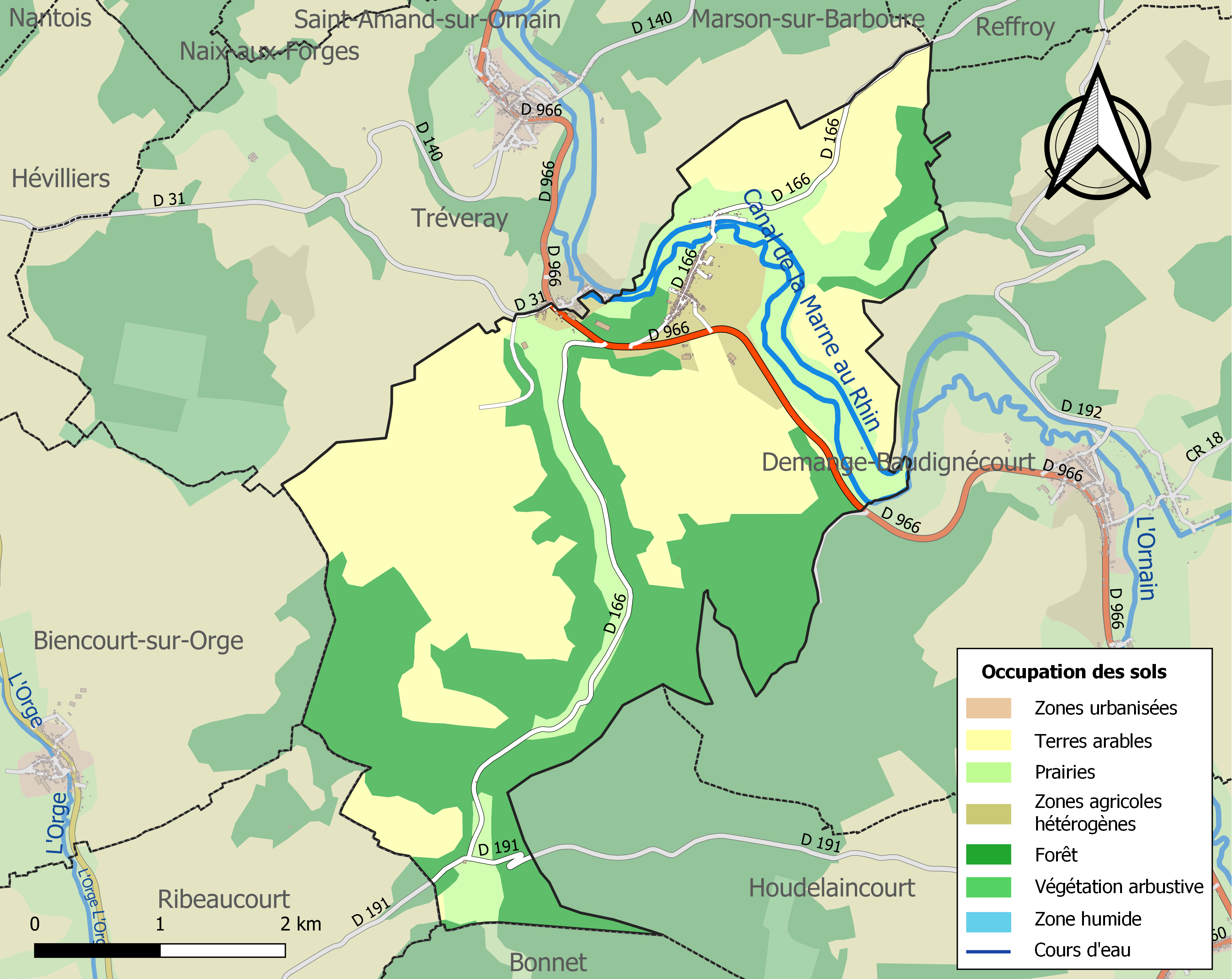
Carte des infrastructures et de l'occupation des sols de la commune en 2018 (CLC).

## Toponymie
Le nom de la localité est attesté sous les formes Santus-Goerius prope Ribaldicuria (1402) ; Sancctus-Georgius (1402) ; Sainct-Joyre (1589) ; Saint-Joire-Jonas (1700) ; Saint-Geoir (1711).

Saint-Joire est un hagiotoponyme qui fait référence à saint Georges, patron de la paroisse.

## Histoire
Le territoire de Saint-Joire est occupé dès le Néolithique.
Situé à  proximité de Nasium ville gallo-romaine d'importance (10 à 15 000 habitants au IIe siècle.) figurant sur la table de Peutinger, on note le passage sur la commune de la voie romaine de Nasium au sanctuaire de Grand (dans les Vosges).
En 1586 Saint-Joire dépend de la prévôté d'Andelot.
En 1636, par deux fois, le village est dévasté :
1. Une première fois le 22 juillet 1636 par une partie de cavalerie lorraine aux ordres de M. d'Hagecourt, capitaine des gardes du duc Charles IV. Les cavaliers lorrains (ou crouastes) considérant le village comme pays ennemi au subject qu'il est de France et du bailliage de Chaumont.
2. Une deuxième fois à la veille de Noël de la même année, une troupe suédoise (alliée de la France) vint occuper le village durant quarante jours.

Au total, 53 maisons sont entièrement détruites ainsi qu'une partie de l'église et de la maison seigneuriale ; le haut fourneau, la halle et la forge sont entièrement ruinés. Il ne reste plus que 40 habitants qui n'ont plus ni bétails, ni chevaux, ni grains comme l'atteste Domp Pierre Froussote religieux et gruyer de l'abbaye des Vaux en Ornois.
En 1790, lors de la formation des départements, Saint-Joire qui faisait partie de la Champagne est rattaché au département de la Meuse et donc à la Lorraine.

## Politique et administration
| Période                                  | Période                   | Identité                                     | Étiquette | Qualité |
| ---------------------------------------- | ------------------------- | -------------------------------------------- | --------- | ------- |
| Les données manquantes sont à compléter. |                           |                                              |           |         |
| mars 2001                                | mars 2014                 | Alain Linard                                 |           |         |
| mars 2014                                | En cours (au 23 mai 2020) | Laurent Aubry Réélu pour le mandat 2020-2026 |           |         |

## Population et société

### Démographie
L'évolution du nombre d'habitants est connue à travers les recensements de la population effectués dans la commune depuis 1793. Pour les communes de moins de 10 000 habitants, une enquête de recensement portant sur toute la population est réalisée tous les cinq ans, les populations de référence des années intermédiaires étant quant à elles estimées par interpolation ou extrapolation. Pour la commune, le premier recensement exhaustif entrant dans le cadre du nouveau dispositif a été réalisé en 2007.

En 2022, la commune comptait 232 habitants, en évolution de −1,28 % par rapport à 2016 (Meuse : −4,4 %, France hors Mayotte : +2,11 %).
| 1793 | 1800 | 1806 | 1821 | 1831 | 1836 | 1841 | 1846 | 1851 |
| ---- | ---- | ---- | ---- | ---- | ---- | ---- | ---- | ---- |
| 415  | 366  | 410  | 443  | 551  | 564  | 620  | 690  | 715  |

| 1856 | 1861 | 1866 | 1872 | 1876 | 1881 | 1886 | 1891 | 1896 |
| ---- | ---- | ---- | ---- | ---- | ---- | ---- | ---- | ---- |
| 719  | 681  | 669  | 651  | 615  | 587  | 626  | 648  | 592  |

| 1901 | 1906 | 1911 | 1921 | 1926 | 1931 | 1936 | 1946 | 1954 |
| ---- | ---- | ---- | ---- | ---- | ---- | ---- | ---- | ---- |
| 569  | 541  | 508  | 509  | 518  | 487  | 509  | 477  | 433  |

| 1962 | 1968 | 1975 | 1982 | 1990 | 1999 | 2006 | 2007 | 2012 |
| ---- | ---- | ---- | ---- | ---- | ---- | ---- | ---- | ---- |
| 423  | 416  | 321  | 321  | 260  | 278  | 261  | 258  | 233  |

| 2017 | 2022 | - | - | - | - | - | - | - |
| ---- | ---- | - | - | - | - | - | - | - |
| 239  | 232  | - | - | - | - | - | - | - |

## Culture locale et patrimoine

### Lieux et monuments
- L'église Saint-Georges, origine XVIe siècle, reconstruite au XIXe siècle.
- Abbaye des Vaux en Ornois dont ne subsiste plus que le souvenir.
- Presbytère dû à l'architecte Joseph-Théodore Oudet (1828)[25].

### Héraldique
| Blason de Saint-Joire | Blason  | Parti : au 1er d'or au dragon de sable, lampassé de gueules et transpercé par une lance brisée de même, au 2e coupé au I d'azur au lis d'argent, au II de gueules au creuset de fonderie d'or. |
| Blason de Saint-Joire | Détails | Création de R.A. Louis avec les conseils de la Commission Héraldique de l'UCGL. Adopté par la commune en juin 2011.                                                                            |